# 박태순 (소설가)
박태순(朴泰洵, 1942년 5월 8일 ~ 2019년 8월 30일)은 대한민국의 소설가이다.

## 생애
황해도 신천(信川)에서 출생하였고, 1948년 월남하여 서울에서 성장했다. 서울대학교 문리과대학 영어영문학과를 나왔으며, 고교 재학 중에는 4·19 혁명에 참가했다.
1964년 《사상계》에서 소설《공알앙당》이 가작 입선되었고, 1966년 《세대(世代)》 제1회 신인문학상에 중편 《형성(形成)》이 당선되어 문단에 나왔다.
1974년 자유실천문인협의회 발기에 참여하는 등 문학의 사회적 실천을 위해서도 많은 활동을 했다.
1973년에 낸 창작집 《정(情)든 땅 언덕 위》에 수록된 〈외촌동(外村洞) 사람들〉 연작이 대표적 작품으로 도시 변두리 빈민지대의 삶을 그려 나갔다. 저서로 창작집 《무너진 극장(劇場)》,《정(情)든 땅 언덕 위》 등이 있다.
《실천문학》 편집위원을 역임하였으며, 이론적인 작품보다 자유스러운 형식과 스타일을 고집하는 작가로 알려져 있다.
1987년 제6회 신동엽창작기금을 수상했다.